# Музей скасування рабства (Ресіфі)
Музей скасування рабства (порт. Museu da Abolição) — історично-культурний музей у місті Ресіфі, Пернамбуку, Бразилія, один з небагатьох бразильських музеїв, присвяченій цій сторінці історії країни.
Музей був заснований у 1957 році урядом Жуселіну Кубічека та відкритий для відвідувачів 26 роками пізніше, 13 травня 1986 року. З 1990 по 1996 роки музей знов було закрито, він знову відкрився 16 вересня 1996 року, у День культурної спадщини.
Музей пов'язаний з 5-тою регіональною суперінтенденсією Інституту національної історичної та культурної спадщини (IPHAN) та розташований в історичному Будинку Мадалени, де мешкав голова Ради Імперії Жуан Алфреду Коррея ді Олівейра, аболюціоніст, що багато зробив для скасування рабства в країні.
Музей містить такі колекції:
- Меморіал — зал постійної експозиції
39 речей постійного побуту бразильських рабів
- Зали тимчасових експозицій
Призначена для виставок на афро-бразильську тематику
- Міні-аудиторія
Зала на 50 осіб
- Центр документів та досліджень
Історична бібліотека на афро-бразильську тематику
- Амфітеатр і сади позаду будівлі
Місце проведення культурних заходів